# Antti Kalliomäki
Antti Kalliomäki, född 8 januari 1947 i Siikais, Finland, är en finländsk socialdemokratisk politiker och före detta friidrottare och OS-medaljör. Han har suttit i riksdagen sedan 1980-talet och var handels- och industriminister 1995-99, finansminister 2003-05 samt undervisningsminister 2005-07.

## Friidrott
Före sin politiska karriär var han en framgångsrik stavhoppare på elitnivå, med bland annat ett OS- och ett EM-silver.
Kalliomäki deltog i de olympiska spelen tre gånger (1972, 1976 och 1980). 
År 1976 i Montréal vann hann silver på resultatet 550, samma som segraren Tadeusz Slusarski från Polen slutade på.
Vid EM år 1978 i Prag vann Kalliomäki silver. Vid inomhus-EM vann han ett guld (1975), tre silver och ett brons. Hans rekord är 566 cm och han förbättrade det finländska rekordet sammanlagt nio gånger.

## Utmärkelser
- Riddartecknet av I klass av Finlands Vita Ros’ orden,  6 december 1991[4]
- Kommendörstecknet av Finlands Vita Ros’ orden,  6 december 1997[4]

[Redigera Wikidata]